# Говорящие ноги
«Говорящие ноги» (англ. Talking Feet) — фильм-мюзикл британского режиссёра Джона Бакстера, снятый в 1937 году.

## Сюжет
Хейзел, дочь торговца рыбой в восточной части Лондона,идет на репетицию пантомимы, когда её пес Пэтч пострадал в результате дорожного происшествия. В местной больнице доктору Гуду (Джон Стюарт) удается спасти жизнь Пэтча. Когда Хейзел узнает, что больницу доктора Гуда, вероятно, закроют, она помогает местным жителям собрать средства для её сохранения. Мистер Ширли (Дэйви Бернаби), менеджер местного театра, убежден что его театр прекрасно подходит для проведения сбора средств. Хейзел приводит группу талантливых местных жителей, чтобы создать захватывающее вечернее развлечение. Усилие сбора средств имеет успех, и таким образом, больница доктора Худа спасена. Усилия по сбору средств заканчиваются успехом, и, таким образом, больница доктора Гуда сохраняется.
Большая часть второй половины фильма состоит из варьете (мьюзик-холл), показывая различных исполнителей дня.

## В ролях
- Хейзел Эскот - Хейзел Баркер
- Джек Барти - Джо Баркер
- Дэйви Бернаби - Мистер Ширли
- Энид Стемп Тейлор - Сильвия Ширли
- Джон Стюарт - Доктор Роджер Гуд
- Эрнест Батчер - Томас
- Эдгар Драйвер - Титч
- Мюриэль Джордж - Миссис Гимли
- Кеннет Кав - Лорд Седрик Скаттери
- Роберт Инглиш - Лорд Лангдейл
- Скотт Сандерс - Скотти МакДональд
- Дженни Грегсон - Миссис Баркер